# العار (مسلسل)
العار، مسلسل تلفزيوني مصري عرض في رمضان 1431هـ/2010م. مأخوذ من فيلم العار للكاتب محمود أبو زيد، فأكمل ابنه هذه القصة بمسلسل العار، كانت المباينة أن الأبناء - في المسلسل - حصلوا على المال، بخلاف ما حدث في الفيلم وهو ضياع الصفقة في الملاحات.
الغرض من المسلسل هو التوعية ضد المال الحرام وما يحدثه.

## قصة المسلسل
يدور المسلسل حول أسرة الحاج «عبد الستار» والذي يعمل بدباغة الجلود ويعاونه ابنه الأكبر «مختار» والذي فشل في الدراسة، وينفقون على بقية العائلة «أشرف» الضابط المتزوج من ابنة خاله «هدى» و«سعد» خريج كلية التجارة ويعمل سمسارا بالبورصة، والوليدة «نورا».
يتزوج «عبد الستار» من «نعمة» المطلقة، والتي تعرفه على «نديم» المضيف بالطيران والذي يستغل بطاقة الحاج الاستيرادية في تهريب الأدوية من الخارج ويقنع الحاج بالصفقة ومكسبها وتنجح الصفقة ويقرر الحاج الدخول في صفقة ثانية لتهريب المخدرات ويسافر للخارج لإنهاء الصفقة ويتوفى الحاج بعد عودته ويعلم أبناؤه بحقيقة الأمر من شقيقهم الأكبر، فيقرروا إتمام الصفقة.
قبل إتمام الصفقة يتوفى الوالد وتكتشف العائلة حقيقة تجارته وزواجه السري ثم تتوالي الأحداث بانتقام الله من الأبناء الثلاثة لقبولهم الصفقة بينما ترفض الأم والابنة قبول الأموال الحرام.
كان أبو زيد قد أكد من قبل أن مسلسل «العار» مختلف كثيرًا عن الفيلم الذي حمل نفس الاسم وكتبه والده السيناريست الكبير محمود أبو زيد وقدم عام 1982، وأن أحداث المسلسل ستعتمد علي أحداث جديدة ستبني علي ما سيحدث للأخوة، بعد نجاح صفقة المخدرات، عكس ما انتهي عليه الفيلم.
يذكر أن فيلم العار تم إنتاجه عام 1982، وقام ببطولته نور الشريف ومحمود عبد العزيز وحسين فهمي ونورا وإلهام شاهين وعبد البديع العربي وأمينة رزق، تأليف محمود أبو زيد وإخراج علي عبد الخالق.

## الممثلون
- مصطفى شعبان: (مختار ليل)
- أحمد رزق: (سعد ليل)
- شريف سلامة: (أشرف ليل)
- هبة مجدي: (نورا ليل)
- حسن حسني: (عبد الستار ليل)
- علا غانم: (نعمة زوجة الحاج الثانية)
- درة: (سماح زوجة مختار)
- أحمد سلامة: (نديم)
- دينا فؤاد: (رشا زوجة سعد)
- عفاف شعيب: (الحاجة كوثر)
- هدى هاني: (هدى زوجة أشرف)
- إيناس عز الدين: (حنان زوجة نديم)
- سيد الرومي: (خادم لدي مختار)
- محمود غريب: (رجب خادم لدي مختار)
- صبحي خليل: (موظف لدي سعد قام بخسارته)
- إيمان شاكر: (فتاة الليل)
- محمود الحسيني: (محمود الحسيني)
- ندى عادل: (فرحة زوجة مختار الثانية وزوجة رجب عرفيا)
- ايمان عادل: (مليكة إحدى زوجات مختار العرفي )
- أميرة نايف:( صفية زميلة سعد من الكلية وابنة صاحب الشركة الي كان سعد بيشتغل فيها )